# 刘子威 (1906年)
刘子威（1906年—1989年），原名刘钺，男，山西右玉人，中国政治经济学家，曾任山西大学教授，中国政治学会顾问。